# Rapsodia ucraina
Rapsodia ucraina (in russo Украинская рапсодия?, Ukrainskaâ rapsodiâ) è un film sovietico del 1961 diretto da Sergej Paradžanov.

## Trama
La vicenda si svolge nel periodo immediatamente successivo la seconda guerra mondiale. Oksana, una giovane donna nata in un piccolo villaggio sul fiume Dnepr, sta ritornando in patria in treno da una grande città occidentale (verosimilmente Parigi) dove ha vinto un importante concorso internazionale per cantanti d'opera. Dal finestrino del treno Oksana vede per lo più resti delle distruzioni "causate dai tedeschi". La ragazza rievoca il suo recente trionfo, poi rievoca la sua infanzia e la sua giovinezza nel villaggio natale e si rammarica di non aver avuto più notizie di Anton, il giovane da lei amato e che sembra essere stato «inghiottito dalla guerra». Oksana si era accorta di amare Anton quando aveva lasciato il villaggio per studiare al conservatorio di Sibirsk. Scoppiata la guerra, Oksana aveva abbandonato gli studi per arruolarsi come infermiera.
Nel frattempo anche Anton sta ritornando in patria dalla Germania, con lo stesso treno su cui viaggia Oksana; ma ciascuno ignora la presenza dell'altro. Anton rievoca anch'egli gli eventi del passato. Anche Anton si era arruolato da volontario nell'esercito sovietico; durante una licenza aveva cercato Oksana al conservatorio di Sibirsk, ma lei era già andata via. Catturato dai tedeschi e internato in Germania, era fuggito ed era stato nascosto da un organista tedesco, Weiner. Liberata la città tedesca dall'esercito statunitense, le autorità americane non avevano concesso ad Anton di ritornare in URSS prima che fosse terminata un'indagine sulla sua presenza in Germania durante la guerra. Anton e Oksana si incontrano infine nella stazione ferroviaria della città natale quando entrambi scendono dal treno.

## Critica
Rapsodia ucraina è uno dei primi film di Sergej Paradžanov, un regista che andrà incontro a numerose difficoltà in Unione Sovietica, fra cui una condanna ai lavori forzati nel 1974. Girato a Kiev presso gli studi Dovženko, Rapsodia ucraina  è in linea con le direttive estetico-politiche di quegli anni. Emergono tuttavia elementi di una personalità registica, ad esempio nella scena in cui la protagonista, ritornata al conservatorio alla fine della guerra, canta davanti a uno specchio mentre l'immagine riflessa cambia in base alle parole del canto.